# Грејнџвил (Калифорнија)
Грејнџвил (енгл. Grangeville) насељено је место без административног статуса у америчкој савезној држави Калифорнија.

## Демографија
По попису из 2010. године број становника је 469.
| Група             | 2000.    | 2010.       |
| Белци             | 0 (0,0%) | 298 (63,5%) |
| Афроамериканци    | 0 (0,0%) | 15 (3,2%)   |
| Азијати           | 0 (0,0%) | 5 (1,1%)    |
| Хиспаноамериканци | 0 (0,0%) | 145 (30,9%) |
| Укупно            | 0        | 469         |